# Pekka Vehkonen
Pekka Vehkonen (Helsinki, 27 mei 1964) is een Fins voormalig motorcrosser.

## Carrière
Vehkonen werd Fins Kampioen in 1980. Hij begon te rijden in het Wereldkampioenschap motorcross in 1982 en werd Wereldkampioen 125cc in 1985 met een Cagiva. Vehkonen stapte over naar de 250cc en werd vier keer vice-wereldkampioen tussen 1987 en 1990.
Hij stopte met professioneel motorcrossen in 1993.

## Palmares
- 1985: Wereldkampioen 125cc